# 羊八井寺
羊八井寺，藏语全称“土登羊八井”（藏語：ཐུབ་བསྟན་ཡངས་པ་ཅན，威利转写：thub bstan yangs pa can，THL：tubten yangpachen），位于西藏自治区拉萨市当雄县羊八井镇，是一座藏传佛教噶玛噶举派寺院，为噶玛噶举派红帽系的主寺。

## 简介
羊八井寺位于羊八井盆地西部。藏语全称“土登羊八井”，意为“佛教广严城”。该寺是噶玛噶举派红帽系第四世夏玛巴活佛却扎益西于1490年倡建（也有文献称，羊八井寺是萨迦派桑结培的法嗣沫然绛巴·吐吉白所建）。该寺建成后取代乃朗寺成为噶玛噶举派红帽系的主寺。
历史上，该寺因先后与地方首领仁蚌巴·顿月多吉和藏巴汗的檀越关系而香火兴旺。第十世夏玛巴活佛却珠嘉措，勾结廓尔喀侵入后藏日喀则，抢夺扎什伦布寺。后来，清廷发兵击败廓尔喀，却珠嘉措于1791年畏罪自杀于阳布城（今尼泊尔首都加德满都的古称）。翌年，乾隆帝下令查抄羊八井寺，禁止噶玛噶举派红帽系活佛夏玛巴转世，将羊八井寺赐给格鲁派活佛济咙呼图克图，130位噶玛噶举派红帽系寺僧被分拨至拉萨三大寺改宗格鲁派。
羊八井寺自1490年兴建，至1791年，其间陆续增修并扩建，形成了规模宏大的寺院建筑群。寺内的文物非常多，因获得仁蚌巴·顿月多吉和藏巴汗地方政权的资助，寺院财产可观。根据1791年清朝驻藏大臣查抄清点的结果，羊八井寺共有房屋1135间（其中楼房778间，僧房357间），常住僧人103人，庄园9处。此外，仅羊八井寺的红帽系活佛夏玛巴家中私藏的僧衣、幔帐、金银、铜铁器皿、妇女首饰等价值便达两千余金。其中还有“灌顶国师”镀金铜印一颗，为“元明故物”，据称已“送京销毁”。羊八井寺经此次查抄，寺产遭到充公，寺院赐给平定廓尔喀有功的济咙呼图克图管理，僧人改宗格鲁派，寺庙方才得以保留。
文化大革命时期，羊八井寺被毁灭。中共十一届三中全会以后，党的民族宗教政策逐步落实，1985年由人民政府拨款对该寺进行了修复。如今，该寺仍为噶玛噶举派红帽系的主寺。
2013年，电影《一家人》进入羊八井寺拍摄取景。该剧反映西藏军区副司令员兼西藏军区总医院院长李素芝率医疗队赴边远藏区巡诊的故事。